# 豊田村 (山形県東村山郡)
豊田村（とよだむら）は、かつて山形県東村山郡にあった村。

## 沿革
- 1889年（明治22年）4月1日 - 町村制施行に伴い東村山郡土橋村、岡村、柳沢村、金沢村、小塩村が合併し、豊田村が発足。
- 1954年（昭和29年）10月1日 - 東村山郡長崎町と合併し、中山町となり消滅。